# Mapat de Zatarain
Mapat de Zatarain é uma atriz e produtora de televisão mexicana.

## Filmografia
- Tenías que ser tú (2018)
- Corazón que miente (2016)
- La sombra del pasado (2014/15)
- La mujer del vendaval (2012/13)
- Ni contigo ni sin ti (2011)
- Juro que te amo (2008/09)
- Yo amo a Juan Querendón (2007)
- Piel de otoño (2005)
- De pocas, pocas pulgas (2003)
- María Belén (2001)
- El niño que vino del mar (1999)
- Una luz en el camino (1998)
- Luz Clarita (1996/97)
- Al derecho y al derbez (1993-95)
- Dos vidas (1988)
- La indomable (1987)
- La gloria y el infierno (1986)
- Abandonada (1985)
- La pasión de Isabela (1984)
- Un solo corazón (1983)